# Dolmens de Kerdaniel
Les dolmens de Kerdaniel, également connus sous le nom de Mané-er-Roch et Mané-Grahouillet, sont un groupe de deux dolmens situés à Locmariaquer, dans le Morbihan, en France.

## Historique
F. Gaillard visite le site en 1886. Dans son compte rendu de fouille daté de 1890, il décrit deux dolmens en ruine mais mentionne n'en avoir fouillé qu'un seul, négligeant le second qu'il juge, vu son état, « inutile de revoir ». Le dolmen nord a été restauré, à une date indéterminée, car des joints de ciment sont visibles entre la table de couverture et ses supports.
Les dolmens sont classés au titre des monuments historiques respectivement les 9 mai 1938, pour le dolmen nord, et 8 septembre 1938, pour le dolmen sud.

## Description
Les dolmens sont distants de 35 m l'un de l'autre. Le dolmen nord comporte une table de couverture reposant sur huit orthostates. La base de son tumulus circulaire est encore visible. Le dolmen sud est un dolmen à couloir. Il ouvre au sud-est. Le dolmen est délimité par cinq dalles-supports reliées par un muret en pierres sèches. La base de son tumulus circulaire est encore visible.

## Mobilier archéologique
Gaillard  recueillit  deux pointes de flèche à pédoncule et ailerons, quatre grattoirs et deux lames en silex et de nombreux fragments de poteries de couleur brune, « tellement réduits que toute reconstitution était impossible ». Le Rouzic mentionne y avoir recueilli des éclats de silex et des fragments de poterie caliciforme qui sont au Musée de Carnac.